# Cleveland Open 2024
Il Cleveland Open 2024 è stato un torneo maschile tennis professionistico. È stata la 6ª edizione del torneo, facente parte della categoria Challenger 75 nell'ambito dell'ATP Challenger Tour 2024, con un montepremi di 80 000 $. Si è giocato dal 29 gennaio al 4 febbraio 2024 sui campi in cemento indoor del Cleveland Racquet Club di Cleveland, negli Stati Uniti.

## Partecipanti

### Teste di serie
| Nazionalità | Giocatore        | Ranking* | Testa di serie |
| ----------- | ---------------- | -------- | -------------- |
| Australia   | James Duckworth  | 95       | 1              |
| Stati Uniti | Zachary Svajda   | 143      | 2              |
| Stati Uniti | Emilio Nava      | 146      | 3              |
| Stati Uniti | Denis Kudla      | 164      | 4              |
| Stati Uniti | Patrick Kypson   | 183      | 5              |
| Stati Uniti | Tennys Sandgren  | 266      | 6              |
| Stati Uniti | Mitchell Krueger | 286      | 7              |
| Stati Uniti | Aidan Mayo       | 298      | 8              |

* Ranking al 15 gennaio 2024.

### Altri partecipanti
I seguenti giocatori hanno ricevuto una wild card per il tabellone principale:
- Murphy Cassone
- Keegan Smith
- Quinn Vandecasteele

I seguenti giocatori sono entrati in tabellone come alternate:
- Roberto Cid Subervi
- Thomas John Fancutt
- Noah Rubin

I seguenti giocatori sono passati dalle qualificazioni:
- Matija Pecotić
- Gabi Adrian Boitan
- Stefan Kozlov
- Patrick Brady
- William Grant
- Patrick Maloney

Il seguente giocatore è entrato in tabellone come lucky loser:
- Ezekiel Clark

## Punti e montepremi
| Torneo    | Torneo              | V     | F     | SF    | QF    | 2T    | 1T  | Q | Q2  | Q1  |
| Singolare | Punti               | 75    | 44    | 22    | 12    | 6     | 0   | 4 | 2   | 0   |
| Singolare | Premi in denaro ($) | 9 880 | 5 820 | 3 450 | 2 000 | 1 165 | 720 | – | 360 | 185 |
| Doppio    | Punti               | 75    | 44    | 22    | 12    | –     | 0   | – | –   | –   |
| Doppio    | Premi in denaro ($) | 4 250 | 2 450 | 1 480 | 880   | –     | 500 | – | –   | –   |

## Campioni

### Singolare
Patrick Kypson ha sconfitto in finale  Ethan Quinn con il punteggio di 4–6, 6–3, 6–2.

### Doppio
George Goldhoff /  James Trotter hanno sconfitto in finale  William Blumberg /  Alex Lawson con il punteggio di 6(0)–7, 6–3, [10–8].